# St. Clemens (Lübeck)

Aufriss der West- und Südfassade von St. Clemens (1899)

St. Clemens war eine, im Stil der Backsteingotik erbaute, Nebenkirche in der Lübecker Altstadt, die in der Clemensstraße im mittelalterlichen Hafenviertel unweit der Trave stand und im Jahr 1899 abgebrochen wurde.

## Geschichte
Die ursprünglich romanische Kirche wurde erstmals 1257 urkundlich erwähnt. Ihr Patrozinium bezog sich auf Clemens von Rom, den Schutzheiligen der Seeleute; sie gehörte zu den kleineren Nebenkirchen der Altstadt, die sich im Gegensatz zu den Hauptkirchen nicht erhalten haben. Die Kirche in Hafennähe erfüllte zunächst die Funktion einer Kaufmannskirche. Der um 1481 erneuerte Kirchenbau war als Nebenkirche nicht sehr groß und innen 31,6 m lang sowie 12,4 m (im Chorraum 13,8 m) breit. Im Zuge der Reformation ging der Bedarf an Kirchengebäuden auch in Lübeck zurück, St. Clemens wurde zur Filialkirche von St. Jakobi.
Die von den Engländern verhängte Elb- und Wesersperre führte im 18. Jahrhundert zu einem Wirtschaftsboom in der Stadt. Auf Bitten der Bürgerschaft und mit Zustimmung der Kirchenvorsteher von St. Jakobi beschloss der Lübecker Senat 1803, St. Clemens zu profanieren. Das Gotteshaus wurde für 20.000 Mark Courant an das Lübecker Handelshaus J. C. Kröger & Co verkauft, der das Kirchengebäude als Speicher nutzte. Nur wenige Teile der Ausstattung wurden nach St. Jakobi gebracht, von denen nichts mehr erhalten ist.

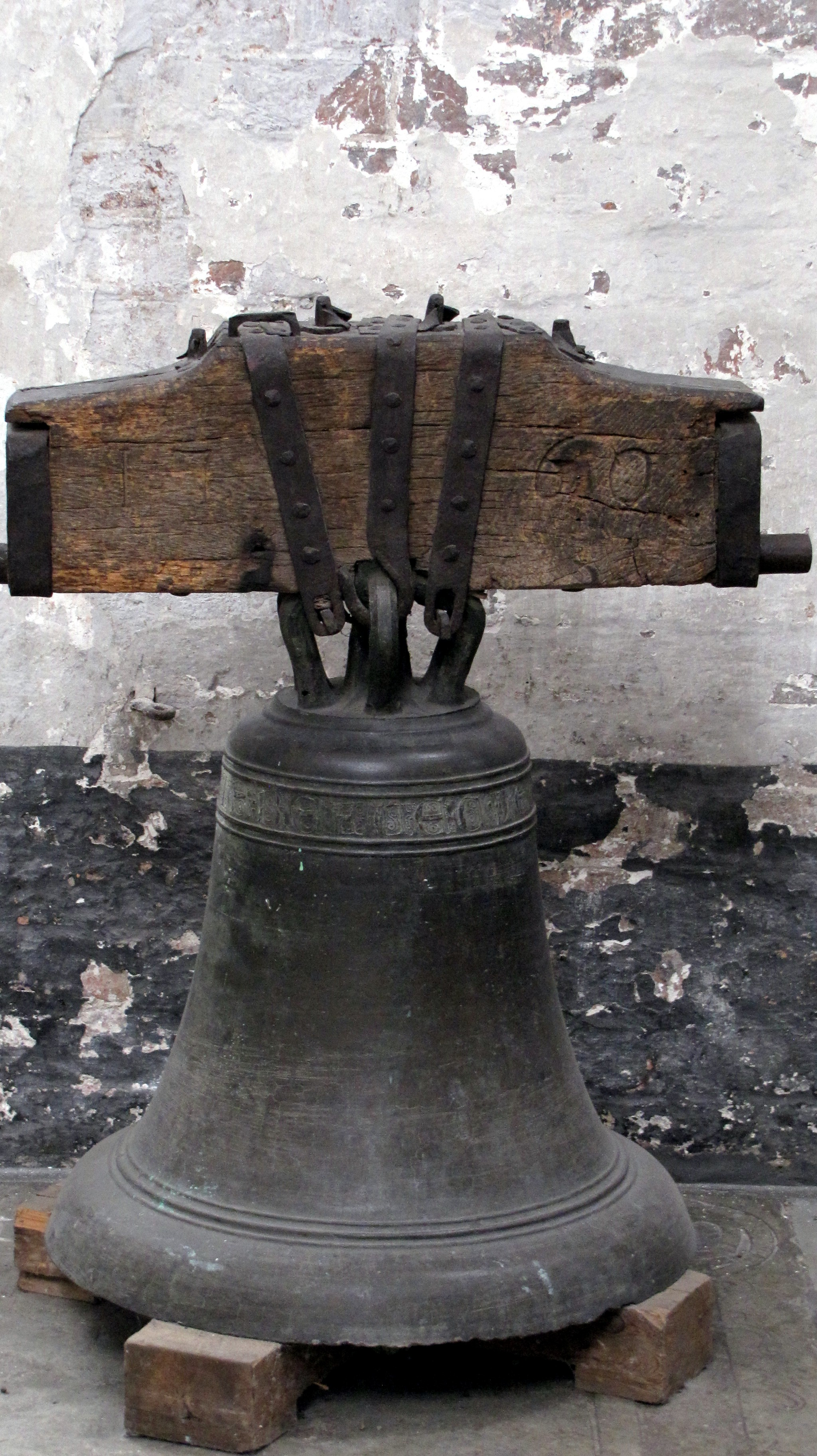
Glocke von St. Clemens

Die Kirchenuhr und eine der zwei Glocken gelangten nach Bad Oldesloe. Die zweite Glocke aus der Zeit von 1330 bis 1340 blieb in Lübeck. Sie kam nach dem Abriss über St. Jakobi als Mutterkirche von St. Clemens in die Sammlung der Lübecker Museen und ist heute in der Glockensammlung in der Katharinenkirche ausgestellt.
In der Lübecker Stadtansicht des Elias Diebel von 1552 ist der Helm eines Kirchturms zwischen Jakobikirche und Heilig-Geist-Hospital zu sehen, der die Position der Clemenskirche in dieser Ostansicht der Stadt markieren soll. Es handelt sich um eine starke Überzeichnung um der Vollständigkeit des Stadtbilds willen. Auch Matthäus Merian überzeichnete die Clemenskirche in seiner Stadtansicht von 1641, um deren Wirkung zu erhöhen. Anstatt des in beiden Fällen dargestellten Turmes hatte die einschiffige Kirche nur einen Dachreiter auf dem First des Kirchenschiffs, der 1803 im Ergebnis der Profanierung abgebrochen wurde.
Zum Ende des 19. Jahrhunderts wurde die Clemensstraße, eine kleine nördliche Parallelstraße zur Beckergrube, städtebaulich neu überplant und nach dem Vorbild der Herbertstraße in Hamburg zur Bordellstraße umgebaut, in dem die Prostitution zulässig war. Die bis dahin als Speichergebäude genutzte ehemalige Clemenskirche wurde 1899 abgerissen und durch die heute noch stehenden mehrgeschossigen gründerzeitlichen Häuser Clemensstraße 2, 2a und 4 ersetzt. Noch vor dem Ersten Weltkrieg gingen hier weit über hundert Dirnen ihrem Erwerb nach.
Eng mit der Kirche verbunden war die Bruderschaft St. Clemens Kaland, die auch nach der Reformation als von der Stadt verwaltete Stiftung weiterbestand und über umfangreichen Grundbesitz außerhalb der Stadt verfügte. Dazu gehörten die Dörfer Bliesdorf, Merkendorf, Marxdorf, Klein Schlamin im heutigen Kreis Ostholstein.

## Ausblick
Nach dem Willen der heutigen Eigentümer der Grundstücke in der Clemensstraße soll nach der erfolgten Aufgabe der Bordellnutzung Ende des 20. Jahrhunderts dort künftig eine kulturelle Begegnungsstätte, verbunden mit Wohnnutzungen, entstehen. Der Bebauungsplan wurde 2007 von der Baubehörde geändert, das Sondergebiet aufgehoben. Der Umnutzung stehen oftmals die alten Grundrisse entgegen, die mit großem Aufwand an moderne Wohnvorstellungen angepasst werden müssten. Die ansässige Gastronomie versucht, die vormalige Nutzung mit Themen der Lübeck-Literatur der Brüder Mann (Der Blaue Engel) kommerziell zu verbinden.